# جزيرة ناسي
جزيرة ناسي وهي جزيرة من جزر إندونيسيا، جزيرة تقع شمال شرق سومطرة وشمال غرب جزيرة ويه، وتقع في إقليم آتشيه.